# Lonely Planet (film)
Lonely Planet è un film del 2024 scritto e diretto da Susannah Grant.

## Trama
Katherine è un'autrice solitaria che decide di unirsi a un ritiro per scrittori in Marocco nella speranza di finire il suo ultimo libro. Qui conosce Owen, un uomo più giovane che è venuto al ritiro insieme alla fidanzata, e i due intraprendono una relazione. 

## Produzione
Nell'aprile 2022 è stato annunciato che Laura Dern e Liam Hemsworth avrebbero recitato in un film sentimentale per la regia di Susannah Grant.
Il film è stato girato tra Marrakech e Santa Clarita nei primi mesi del 2022.

## Promozione
Il primo trailer è stato diffuso il 12 settembre 2024.

## Distribuzione
Il film è stato distribuito sulla piattaforma Netflix l'11 ottobre 2024.

## Accoglienza
Il film è stato accolto tiepidamente dalla critica. L'aggregatore di recensioni Rotten Tomatoes riporta un indice di gradimento del 40%.